# Sede da FIFA
A Sede da FIFA (em alemão: FIFA-Hauptquartier) é um complexo distinto em Zurique, Suiça. O complexo tem servido como sede oficial da FIFA desde a sua conclusão em 2006. Está localizado em Zürichberg, uma colina arborizada no Distrito 7.
Além dos escritórios, o complexo inclui um centro fitness, uma sala de meditação, parques geograficamente temáticos, um campo de futebol internacional em tamanho real e um campo de futebol de praia em tamanho real.
O edifício principal tem apenas dois níveis superiores, mas cinco níveis subterrâneos, resultando em dois terços da sede no subsolo. "Lugares onde as pessoas tomam decisões devem conter apenas luz indireta", disse Sepp Blatter, "porque a luz deve vir das próprias pessoas que estão reunidas ali."